# 田中理絵
田中 理絵（たなか りえ、1973年 - ）は、教育社会学者（専門は教育社会学・発達社会学）。西南学院大学教授、放送大学客員教授。

## 人物
東京都出身。
山口大学教育学部准教授を経て、西南学院大学人間科学部社会福祉学科及び教職教育センター教授。放送大学客員教授。

## 経歴
- 1973年 - 東京都に生まれる[1]
- 1995年 - 九州大学教育学部卒業[1]
- 2000年 - 九州大学大学院教育学研究科博士課程修了、日本学術振興会研究員（PD）[1]
- 2001年-2007年 - 山口大学教育学部助教授[4]
- 2005年-2007年 - 放送大学客員助教授[3]
- 2007年-2020年 - 山口大学教育学部准教授[4]
- 2007年-2020年 - 放送大学客員准教授[3]
- 2020年 - 西南学院大学人間科学部社会福祉学科教授及び教職教育センター教授[3]
- 2020年 - 放送大学客員教授[3]

## 著書
（この節の出典）

### 単著
- 『家族崩壊と子どものスティグマ : 家族崩壊後の子どもの社会化研究 』九州大学出版会  2004年 ISBN 4873788110

### 共編著
- 『成長するアジアにおける教育と文化交流』 山口大学大学院東アジア研究科 溪水社 2020年 ISBN 9784863275034

- 『変動社会と子どもの発達(改訂版)』住田正樹, 高島秀樹, 田中理絵他（担当:分担執筆, 範囲:第3章「仲間集団と子どもの社会化」、第10章「社会問題化する児童虐待」）北樹出版  2018年 ISBN 9784779305719
- 『教育社会学事典』田中理絵 日本教育社会学会（担当:分担執筆, 範囲:子どもの虐待）丸善出版 2018年 ISBN 4621302337
- 『コミュニティ事典』田中 理絵（担当:分担執筆, 範囲:学校教育とコミュニティ）春風社 2017年
- 『変動社会と子どもの発達』住田正樹, 高島秀樹, 田中理絵（担当:共著, 範囲:第3章「仲間集団と子どもの社会化」、第10章「社会問題化する児童虐待」）北樹出版 2015年

- 『受難の子ども～いじめ・体罰・虐待～』宮寺晃夫（担当:共著, 範囲:第9章「児童虐待は家庭の問題なのか」）一藝社 2015年 ISBN 9784863590922

- 『幼児学用語集』小田豊（担当:共著, 範囲:家族崩壊） 北大路書房  2013年 ISBN 9784762828119
- 『新しい教育社会学』加野芳正, 越智康詞 ミネルヴァ書房 2012年 ISBN 9784623064427
- 『子どもと家族』住田正樹 学文社 2010年
- 『子どもと地域社会』住田正樹 学文社 2010年
- 『子どもの発達社会学』住田正樹 北樹出版 2010年 ISBN 9784779302602
- 『リトルリーグの社会学』（翻訳）G.A.Fine 九州大学出版会  2009年 ISBN 9784873789859

- 『子どもへの現代的視点』住田正樹, 多賀太 北樹出版 2006年
- 『教育社会学：第三のソリューション』（翻訳） 住田正樹, 秋永雄一 九州大学出版会  2005年
- 『子どもの発達と現代社会 』住田正樹, 高島秀樹 北樹出版  2002年
- 『キーワードで読み解く現代教育』太田佳光 黎明書房 2002年
- 『子どもたちの「居場所」と対人的世界の現在』 住田正樹, 南博文, 田中理絵 九州大学出版会 2002年

#### 放送大学教材
- 『現代の家庭教育』田中理絵 放送大学教育振興会 2018年 ISBN 4595318480
- 『現代社会の児童生徒指導』古賀正義, 山田哲也 放送大学教育振興会 2017年 ISBN 459531700X
- 『人間発達論特論』住田正樹, 田中理絵 放送大学教育振興会  2015年 ISBN 9784595140525
- 『家庭教育論』住田正樹 放送大学教育振興会 2012年 ISBN 9784595313332
- 『児童・生徒指導の理論と実践』住田正樹, 岡崎友典 放送大学教育振興会 2011年 ISBN 4595312377
- 『人間発達論』住田正樹 日本放送出版協会 2009年 ISBN 9784595139147
- 『教育文化論』住田正樹, 鈴木昌子 放送大学出版協会 2005年 ISBN 4595134177

## 論文
- CiNii Articles（田中理絵）

## 所属学会
- 日本家族社会学会
- 日本社会病理学会
- 日本子ども社会学会
- 日本教育社会学会
- 日本教育学会
- 日本保育学会
- 中国四国教育学会
- 九州教育学会
- 日本子ども虐待防止学会